# Матис, Марко (велогонщик)
Марко Матис (нем. Marco Mathis; род. 7 апреля 1994, Теттнанг, земля Баден-Вюртемберг, Германия) — немецкий профессиональный шоссейный велогонщик, выступающий с 2019 года за команду «Cofidis, Solutions Crédits».

## Достижения
2013
- 2-й на Чемпионате Германии по трековым велогонкам в мэдисоне

2014
- 3-й на Чемпионате Германии по трековым велогонкам в мэдисоне

2015
- 2-й на Чемпионате Германии по трековым велогонкам в командной гонке преследования
- 1-й  — Чемпион Германии по шоссейному велоспорту  в командной гонке с раздельным стартом (TTT)

2016
- 5-й на Omloop van de Alblasserwaard
- 3-й на Чемпионате Германии по шоссейному велоспорту среди мужчин в возрасте до 23 лет в индивидуальной гонке с раздельным стартом
- 1-й  — Чемпион Германии по трековым велогонкам в индивидуальной гонке преследования
- 2-й на Чемпионате Германии по трековым велогонкам в гонке по очкам
- 1-й  — Чемпион Германии по трековым велогонкам в командной гонке преследования
- 1-й  — Чемпион Германии по шоссейному велоспорту  в командной гонке с раздельным стартом (TTT)
- 1-й  — Чемпион мира по шоссейному велоспорту среди мужчин в возрасте до 23 лет в индивидуальной гонке  с раздельным стартом

2017
- 8-й — Чемпионат Европы в индивидуальной гонке